# Liste der Biografien/T
Liste der Biografien |
Portal Biografien |
Personensuche
# |
A |
B |
C |
D |
E |
F |
G |
H |
I |
J |
K |
L |
M |
N |
O |
P |
Q |
R |
S |
T |
U |
V |
W |
X |
Y |
Z |
?
 
Ta |
Tc |
Te |
Tf |
Tg |
Th |
Ti |
Tj |
Tk |
Tl |
Tm |
To |
Tq |
Tr |
Ts |
Tu |
Tv |
Tw |
Tx |
Ty |
Tz
Die Liste der Biografien führt alle Personen auf, die in der deutschsprachigen Wikipedia einen Artikel haben. Dieses ist eine Teilliste mit 24 Einträgen von Personen, deren Namen mit dem Buchstaben „T“ beginnt.

## T
- T La Rock (* 1961), US-amerikanischer Old-School-Rapper
- T, Bobby (* 1979), irisches Model und Schauspielerin
- T, Tami (* 1987), schwedische Person im Musikgeschäft
- T, Timmy (* 1967), US-amerikanischer Sänger, Songwriter und Plattenproduzent
- T-Bone (* 1973), US-amerikanischer christlicher Rapper
- T-Bone, Tyson (* 1981), englischer Wrestler
- T-Boz (* 1970), US-amerikanische Rapperin
- T-Low (* 2001), deutscher Rapper
- T-Minus (* 1988), kanadischer Musikproduzent
- T-Model Ford († 2013), US-amerikanischer Blues-Gitarrist, Sänger und Songwriter
- T-Pain (* 1984), US-amerikanischer R&B-Sänger
- T-Rock (* 1981), US-amerikanischer Rapper
- T-Seven (* 1976), deutsche Sängerin und Moderatorin
- T-Wayne (* 1990), US-amerikanischer Rapper
- T-Zon (* 1993), namibischer Rapper
- T. J. Perkins (* 1984), US-amerikanischer Wrestler philippinischer Abstammung
- T. T. Boy (* 1968), US-amerikanischer Pornodarsteller und Pornofilmregisseur
- T., Aschwak, Jesidin aus dem Irak
- T., Tony (* 1971), britischer Musiker
- T., Volkan (* 1973), deutscher Rapper, Musikproduzent, Hörspielproduzent, Regisseur, Performer, Künstler, Poetry Slammer, Social-Media-Aktivist
- T.I. (* 1980), US-amerikanischer Rapper
- T.O.P (* 1987), südkoreanischer Popmusiker, Rapper und Schauspieler, Mitglied von Big BangT.O.P (* 1987)

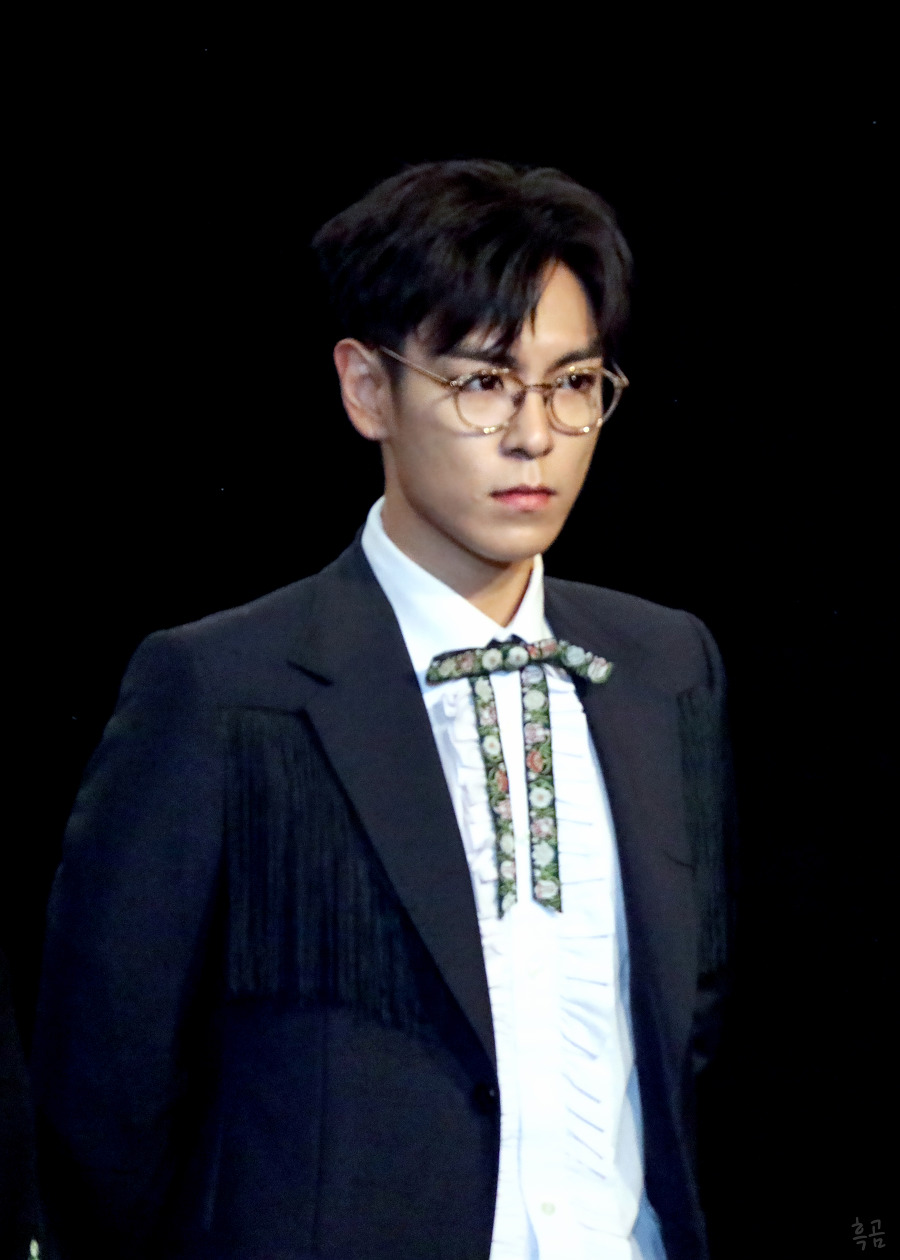
T.O.P (* 1987)

- T.Raumschmiere (* 1975), deutscher Technomusiker und Labelbetreiber
- T.Wonder (* 1984), deutscher Rapper